# Zofia Kossak Szczucka
Zofia Kossak Szczucka (Kośmin, 10 agosto 1889 – Bielsko-Biała, 9 aprile 1968) è stata una scrittrice, attivista e membro della Resistenza polacca durante la Seconda Guerra Mondiale.

## Biografia
Zofia Kossak era figlia di Tadeusz Kossak e nipote del pittore Juliusz Kossak. Si sposò due volte: la prima con Stefan Szczucki nel 1915, la seconda con Zygmunt Szatkowski, dal 1925 fino alla sua morte nel 1968. 
Dal 1906 lavorò come insegnante. Debuttò come scrittrice nel 1922 con Pożoga, incentrato sulla rivoluzione russa, e portò avanti l'impegno letterario per tutta la vita, scrivendo soprattutto romanzi di ambientazione storica. Dopo la morte del primo marito, nel 1923, si trasferì a Górki Wielkie dove resterà fino al 1939, quando fu costretta a trasferirsi a Varsavia a causa della guerra. Durante il conflitto prese parte ai gruppi di resistenza contro il nazismo, spendendosi in particolare contro le persecuzioni operate nei confronti del popolo ebraico. 
Nel 1945 partì alla volta di Londra dove restò per dodici anni. Dopo questo periodo all'estero tornò nuovamente a Górki Wielkie. Morì nel 1968 a Bielsko-Biała. La tomba della scrittrice, sepolta insieme a suo padre e a suo figlio, si trova nel cimitero locale del villaggio.

## Attivismo
Pur essendo convintamente antisemita, Kossak fu una fervente oppositrice del trattamento riservato dal regime nazista al popolo ebraico, prendendo parte alla Resistenza con il nome in codice Weronika.
Nell'agosto del 1942, durante l'evacuazione del ghetto di Varsavia, scrisse un appello ai cattolici polacchi contro lo sterminio degli ebrei dal titolo Protest! (Protesta).. Contribuì attivamente alla nascita di comitati per aiutare gli ebrei polacchi perseguitati dai nazisti, nascondendo lei stessa dei fuggitivi nella sua abitazione. 
Insieme a Wanda Krahelska-Filipowicz fondò il "Comitato Provvisorio per l'Aiuto agli Ebrei" (in polacco: Rada Tymczasowy Komitet Pomocy Żydom), dal quale nascerà poi l'organizzazione conosciuta con il nome in codice Żegota, un comitato composto da persone provenienti da diversi affiliazioni politiche e religiose unitesi per contrastare le violenze naziste sul popolo ebraico.
Nell'ottobre del 1943 venne deportata ad Auschwitz, da dove riuscì a fuggire grazie all'aiuto di alcuni membri della Resistenza polacca che corruppero delle guardie naziste. Racconterà la sua esperienza nel campo di concentramento nel libro "Dagli Abissi: Memorie dal Campo".
Il 13 settembre del 1982 fu riconosciuta da Yad Vashem come una dei Giusti fra le nazioni.

## Opere
Tra le sue opere principali:
- Pożoga (Conflagrazioni), 1922
- Złota wolność (Libertà d'Oro), 1928
- Krzyżowcy (I Crociati), 1935 (tradotto in italiano con il titolo "La Divina Avventura")
- Król trędowaty (Il Re Lebbroso), 1936
- Bez oręża (Senza Braccia), 1937
- Z otchłani: Wspomnienia z łagru (Dagli Abissi: Memorie dal Campo), 1946